# Ivica Skelin
Ivica Skelin (Split, 19 september 1973) is een Kroatische basketbalcoach die coach was van Donar uit Groningen vanaf 2012 tot en met 2015. Skelin was eerder coach van KK Split in Kroatië, en Spirou Charleroi, Leuven Bears en Royal BC Verviers-Pepinster in België.
In 2013/14 won Skelin met GasTerra Flames de Nederlandse dubbel (de Dutch Basketball League en de NBB-Beker).
In het seizoen wat daarop volgde vulde Skelin de prijzenkast aan met 2 nieuwe prijzen, namelijk de Supercup, door winst op ZZ Leiden, en de NBB-Beker door winst op SPM Shoeters Den Bosch

## Erelijst
Donar
- Landskampioen (2014)
- 2x NBB-Beker (2014, 2015)
- Supercup (2014)
- 2x Coach of the Year (2014, 2015)

4 Slagter ·
5 Coleman ·
6 Van der Ark ·
7 Bouwknecht ·
8 Dourisseau ·
9 Osaikhwuwuomwan ·
11 Wright ·
12 Bekkering ·
13 Hof ·
14 Pryor ·
15 Koenis ·
21 Voorn ·
Coach: Skelin
· Assistent-coach: Mekel